# Esplanade

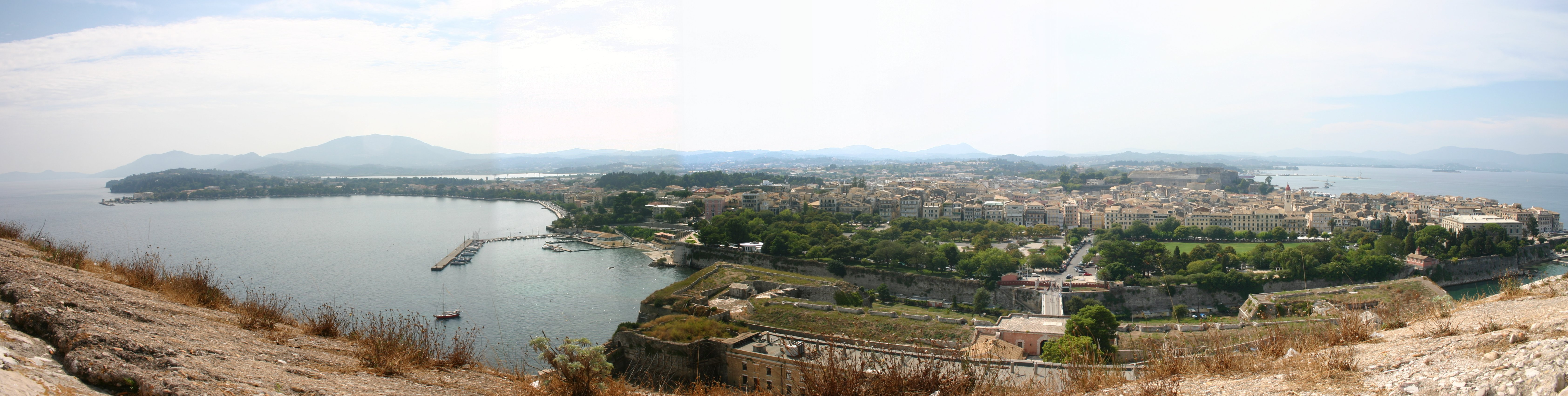
Korfu, Blick von der Alten Festung auf die Esplanade, die Altstadt und die Neue Festung

Esplanade kommt aus dem Französischen und bedeutet ursprünglich eine eingeebnete, als Schussfeld dienende freie Fläche vor einer Zitadelle oder Festung, die auch als Parade- und Waffenplatz diente. Der Begriff ist vielerorts noch als Straßenname erhalten geblieben, etwa in Hamburg oder im Berliner Bezirk Pankow. Mancherorts wird auch der Begriff Planie verwendet, beispielsweise in Stuttgart (dort zugleich B 27), in Reutlingen und die Grabenstraße und Planie(-straße) in Sindelfingen; ähnlichen Ursprungs ist auch der Straßenname Demolierung in Ratzeburg.

## Allgemeines
Wie auch andere Freiflächen des Festungsbaus, wie die Glacis entlang der Stadtmauer, wird die Esplanade nach der Abkehr von Stadtfortifikationen für städtebauliche Maßnahmen frei, und spätestens in der Gründerzeit für Plätze, Parks, Promenaden, Galerien und breite Straßen (Boulevards) oder für Neugebäude genutzt. Zum Beispiel tragen den Namen Esplanade die ehemaligen Paradefelder in Paris (vor dem Hôtel des Invalides) und Riga sowie Straßen in Hamburg, Wesel, Berlin, Ingolstadt, Neumünster und Helsinki.
Esplanade nennt man auch allgemein Plätze und Promenaden vor einem größeren öffentlichen Gebäude, später gelegentlich auch in Gärten; während auch im Französischen der Aspekt des Platzes überwiegt, bezeichnet der Begriff im Englischen, was auf Deutsch Promenade – zu französisch promener ‚spazieren‘ – bezeichnet. Im Sinne der Promenade findet sich der Name etwa in Bad Liebenstein, Gmunden, Bad Ischl, Altmünster.
Der Begriff wird auch für unterschiedliche Gebäude benutzt:
- Esplanade ist auch die Bezeichnung eines 2002 eröffneten Kulturzentrums in Singapur, das in der Architektur der Durianfrucht ähnelt.
- Eine weitere Esplanade befindet sich vor der Allianz Arena in München, die mit 153 Metern Breite und über 600 Meter Länge den Zugang und zugleich das Dach der darunter liegenden Parkhäuser bildet.